# Bathycolpodes marginata
Bathycolpodes marginata là một loài bướm đêm trong họ Geometridae.